# Laboratório de Formas

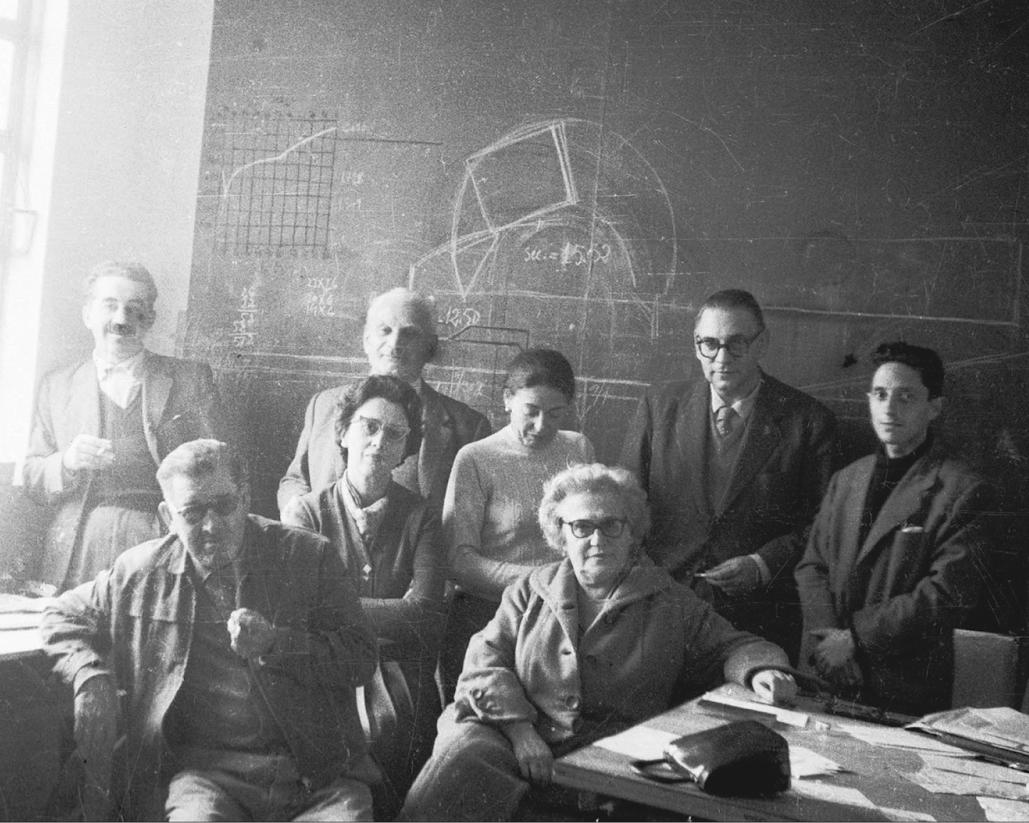
Luís Seoane e Díaz Pardo com Núñez Búa, Sofovich e Scheimberg em 1962 em Magdalena, Argentina, centro cerâmico onde ambos idealizaram o Laboratório de Formas.

O Laboratório de Formas é uma sociedade sem fins lucrativos, ligada ao Grupo Sargadelos e que foi responsável pelo design e pesquisa criativa daquele grupo económico e artesanal.

## História
Criado na Argentina em 1963 por Isaac Díaz Pardo, Luís Seoane e Andrés Fernández-Albalat Lois, integrou posteriormente o grupo de empresas Sargadelos, com sede na Galiza, projetada e desenhada pelo arquiteto Fdez-Albalat Lois.
O Laboratório de Formas foi responsável pelo desenho das linhas cerâmicas de Sargadelos, mas também pela coordenação inicial das atividades do grupo empresarial.
Recebeu o Prêmio Nacional de Iniciativa Cultural nos Prêmios Nacionais da Cultura Galega de 2008.